# Valentina Truppa
Valentina Truppa (Milano, 18 marzo 1986) è una cavallerizza italiana specializzata nel dressage.

## Biografia
Valentina Truppa è nata a Milano il 18 marzo 1986. Suo padre è Enzo Truppa, a sua volta cavaliere e vincitore di vari titoli a livello nazionale, nonché primo italiano a partecipare ad un campionato del mondo di dressage nel 1982.
Spinta dall'esempio del padre, Valentina Truppa inizia a praticare dressage già all'età di 4 anni, partecipando alla prima gara a 12 anni.
Appuntato dei carabinieri, fa parte del suo gruppo sportivo.
Dal 2009 al 2011 ha vinto per tre volte consecutive il campionato italiano tecnico e freestyle.
Nel 2012 ha invece vinto la medaglia di bronzo alla Coppa del Mondo di dressage, e nello stesso anno ha partecipato ai suoi primi giochi olimpici, tenutisi a Londra. Qui Valentina Truppa riesce a qualificarsi per la finale, concludendo poi al 15º posto.
Dopo le olimpiadi, vince di nuovo per tre anni consecutivi il campionato italiano tecnico e freestyle.
Il 7 giugno 2015, durante un Concorso Internazionale di dressage ad Arezzo, rimane vittima di una caduta che le provoca un trauma cranico e il conseguente coma. Le sue condizioni migliorano dopo pochi giorni e ne permettono il risveglio dal coma, e dopo soli 109 giorni dall'incidente, a settembre ritorna a gareggiare.
Nel 2016, ad un anno dal coma, si qualifica per la seconda volta ai giochi olimpici, stavolta a Rio 2016. La sua seconda olimpiade si conclude però con una eliminazione prima della finale, e pochi giorni dopo annuncia il suo ritiro dalle competizioni agonistiche.

## Palmarès
- Coppa del Mondo di dressage

2012: 
- Campionato italiano tecnico e freestyle

2009: 
2010: 
2011: 
2012: 
2013: 
2014: